# 石橋祐
石橋 祐（いしばし ゆう、1963年11月16日 - ）は、日本の俳優。東京都出身。日本大学芸術学部演劇学科演技コース卒業。トップコート所属を経て、クオーレに所属し、マネージメント部門独立により株式会社レ・ブリアン（Les Brillants）に所属となる。身長179cm。
大学在学中に劇団ショーマに在籍し、主要メンバーとして活動。1993年に退団した。
また2003年よりトップコート俳優養成スクールArtist&Artistの主任講師として、成宮寛貴、中村倫也、高橋努、田島優成、松坂桃李、佐々木希など、多数の俳優の育成を担当した。

## 出演

### 映画
- 不可思議物語 〜猫はよく朝方に帰ってくる〜（1988年）
- 眠らない街 新宿鮫（1993年）
- 新・静かなるドン6（1997年）
- 修羅がゆく 四国烈死篇（1997年）
- ジューンブライド 6月19日の花嫁（1998年）
- ホワイトアウト（2000年）
- 世にも奇妙な物語 映画の特別編（2000年）
- Jホラーシアター 「感染」（2004年）
- 亡国のイージス（2005年）

### テレビドラマ
- 火曜サスペンス劇場 ヴァージン・ロード（1989年6月、日本テレビ）
- 邪魔してゴメン!（1989年8月、TBS）
- 代表取締役刑事（1990年・1991年、テレビ朝日）
- 世にも奇妙な物語 「マジシャンのポケット」（1992年2月、フジテレビ）
- 愛しの刑事（1993年2月、テレビ朝日）
- ネオドラマ 「こだくさん」（1993年6月、テレビ朝日）
- 三軒目の誘惑（1994年5月、日本テレビ）
- FiVE（1997年4月、日本テレビ）
- 夜逃げ屋本舗（1999年、日本テレビ）
- 世にも奇妙な物語・春の特別編（2001年4月、フジテレビ）
- はみだし刑事情熱系（2002年、テレビ朝日）
- 月曜ミステリー劇場 税務調査官・窓際太郎の事件簿（2002年1月、TBS）
- 金曜エンタテイメント 16週 あなたといた幸せな時間（2002年3月、フジテレビ）
- 相棒（テレビ朝日）
  - Season1 第11話（2002年10月）越水 役
  - Season3 第1話、第2話（2004年10月）照山 役[2]
  - Season6 第16話（2008年2月）照本 役[2]
  - Season11 第12話（2013年1月）照本 役
- 24時間テレビ ドラマスペシャル「ふたり 私たちが選んだ道」（2003年8月、日本テレビ）
- 流転の王妃・最後の皇弟（2003年11月、テレビ朝日）
- 彼女が死んじゃった。（2004年、日本テレビ）
- ドールハウス（2004年、TBS）
- 乱歩R（2004年、日本テレビ）
- 光とともに（2004年、日本テレビ）
- 世にも奇妙な物語 秋の特別編 (2005年) 過去が届く午後（2005年10月、フジテレビ）
- 神はサイコロを振らない（2006年、日本テレビ）早川真澄 役
- 土曜ワイド劇場 家賃ハンター真鍋倫子の事件簿（2006年5月、テレビ朝日）
- 金田一耕助シリーズ 悪魔が来りて笛を吹く（2007年1月、フジテレビ）
- 土曜プレミアム 戦場のメロディ（2009年9月、フジテレビ）
- 深夜も踊る大捜査線3 第1話（2010年6月、フジテレビ）謎の日系ブラジル人 役
- JIN-仁- 完結編 第1話（2011年4月、TBS）来島又兵衛 役
- 聖なる怪物たち（2012年3月、テレビ朝日）
- 読売テレビ開局55周年記念ドラマ 怪物（2013年6月、読売テレビ）署長 役

### 舞台
- 天国から北へ3キロ（1991年）
- プリズンホテル（1993年）
- LONG AFTER LOVE（2000年）
- 欲望という名の電車（2001年）
- おーい助けてくれ!（2002年）
- 子午線の祠り（2004年）
- ルル 〜破滅の微笑み〜（2005年）
- はないちもんめ（2006年）
- ピアフ（2007年）
- ユーリンタウン（2009年）
- ミュージカル ファントム（2010年）アラン・ショレー 役
- どん底（2011年）
- 父が燃える（2011年） - 薮崎譲治 役
- ミュージカル Rock of Ages（2011年）ジャキース 役
- 7Doors〜青ひげ公の城〜（2012年）怠惰 役
- 地獄のオルフェウス（2012年）ジェイブ・トーランス 役
- マクベス（2016年）
- エキスポ（2017年）
- Being at home with Claude 〜クロードと一緒に〜（田尾下哲演出Ver.）（2019年）刑事・ロバート役

### CM
- ロッテリア 「カツレツバーガー」
- 東芝 「春のキャンペーン」
- SONY 「Family Studio」
- 宝酒造 「TAKARA缶酎ハイ」
- サッポロビール 「キリッと生粋」
- ヱビスビール 「あっエビス」
- 日本自転車振興会 「競輪」
- 伊藤忠商事 「CONVERCE SHOES」
- アサヒビール 2008
- 小僧寿し本部 「キングスペシャル1番」（ナレーション）
- 東京ガス「夢を叶えるカツカレー』篇

### ラジオCM
- サッポロビール 「麦とホップthe GOLD」（2014年3月〜）